# Diggi-loo Diggi-ley

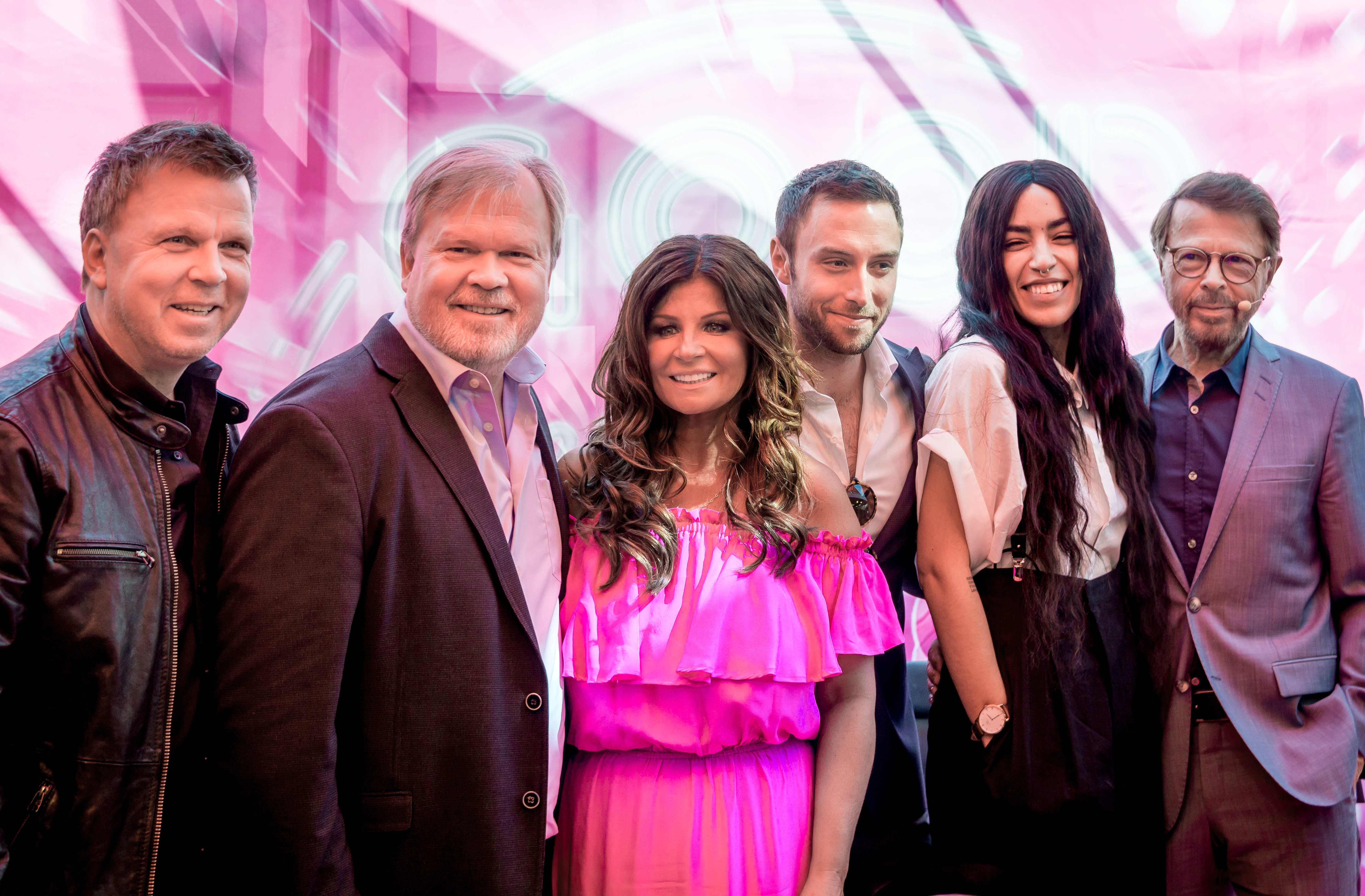
V. l. n. r.: Richard und Per Herrey, Carola Häggkvist, Måns Zelmerlöw, Loreen und Björn Ulvaeus (ABBA), 2016

Diggi-loo Diggi-ley, eigentlich Diggi loo / Diggi ley, war der Siegertitel der schwedischen Popgruppe Herrey’s beim Eurovision Song Contest 1984 und zugleich auch der größte Erfolg des Brüder-Trios.

## Hintergrund
Mit dem Titel konnte sich die Herrey’s bei dem schwedischen Vorentscheid, dem Melodifestivalen, am 25. Februar 1984 gegen neun weitere Kandidaten durchsetzen. Beim Eurovision Song Contest in Luxemburg erreichte das Lied den ersten Platz mit 145 Punkten. Es war der zweite Sieg Schwedens nach ABBA 1974. Im gleichen Jahr wurde das Album Diggi Loo, Diggi Ley veröffentlicht, welches Platz eins in Schweden erreichte.
Das TV-Musikquiz Diggiloo im schwedischen Fernsehen von 1998 bis 2004 sowie die folgende Musik-Sommershow Diggiloo wurde  nach dem Song benannt.

## Chartplatzierungen
| ChartsChartplatzierungen     | Höchstplatzierung | Wochen |
| ---------------------------- | ----------------- | ------ |
| Deutschland (GfK)            | 18 (8 Wo.)        | 8      |
| Norwegen (IFPI)              | 5 (4 Wo.)         | 4      |
| Schweden (GLF)               | 2 (6 Wo.)         | 6      |
| Österreich (Ö3)              | 11 (4 Wo.)        | 4      |
| Schweiz (IFPI)               | 10 (7 Wo.)        | 7      |
| Vereinigtes Königreich (OCC) | 46 (4 Wo.)        | 4      |